# Franciszek Błoński (botanik)

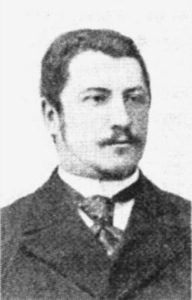
Franciszek Błoński

Franciszek Błoński (ur. 1867, zm. w 1910 w Spiczyńcach) – botanik i lekarz. Badacz flory Puszczy Białowieskiej (wspólnie z Karolem Drymmerem i Antonim Eismondem), Mazowsza i Gór Świętokrzyskich. Opracował monografię polnych mchów i wątrobowców.

## Życiorys
Urodził się w Warszawie, ale młodość spędził na wsi pod Kłuszynem. Jeszcze jako gimnazjalista publikował swoje spostrzeżenia. Od roku 1890 był współpracownikiem Komisji Fizjograficznej Akademii Umiejętności. Od roku 1891 praktykował jako lekarz w Spiczyńcach na Ukrainie. Zmarł na tyfus plamisty.

## Literatura dodatkowa
- Bolesław Hryniewiecki: Błoński Franciszek. W: Polski Słownik Biograficzny. T. 2: Beyzym Jan – Brownsford Marja. Kraków: Polska Akademia Umiejętności – Skład Główny w Księgarniach Gebethnera i Wolffa, 1936, s. 138. Reprint: Zakład Narodowy im. Ossolińskich, Kraków 1989, ISBN 83-04-03291-0.